# Vitório de Sousa Coutinho
D. Vitório Maria Francisco de Sousa Coutinho Teixeira de Andrade Barbosa, segundo Conde de Linhares do título moderno (Turim, Reino da Sardenha, 25 de junho de 1790 — Lisboa, 30 de junho de 1857) foi um militar e político português.

## Cargos oficiais
- Fez parte da Câmara dos Pares do Reino;
- Ministro da marinha (1835);
- Presidência do conselho de ministros (de 4 de maio de 1835 a 27 de maio de 1835)  durante a Monarquia constitucional;
- Mestre de sala[1];
- Ministro plenipotenciário em Turim (1817);
- Brigadeiro do exército.

## Dados genealógicos
D. Vitório era filho de D. Rodrigo Domingos de Sousa Coutinho, primeiro conde de Linhares e de Gabriella Maria Ignazia Asinari dei Marchesi di San Marzano, aristocrata italiana.

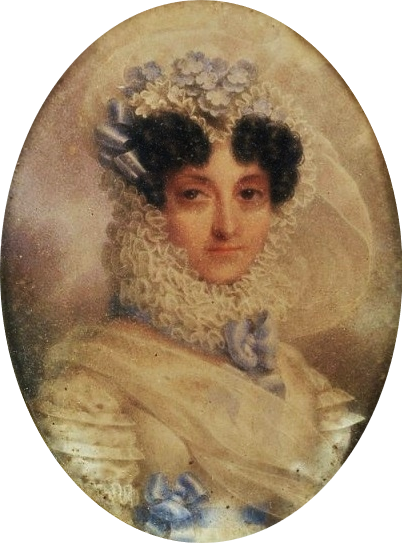
A Condessa de Linhares, D. Catarina

Casou com D. Catarina Juliana de Sousa Holstein (1791-1871) em 4 de setembro de 1820, filha de D. Alexandre de Sousa Holstein (1751-1803), capitão da guarda real alemã, conselheiro de Estado efectivo, e ministro plenipotenciário, e irmã do 1º Duque de Palmela, de quem teve os seguintes filhos:
- D. Gabriela Isabel de Sousa Coutinho Teixeira de Andrade Barbosa, 2.ª marquesa do Funchal (1822-1895);
- D. Rodrigo de Sousa Coutinho Teixeira de Andrade Barbosa, 3.º conde de Linhares (1823-1894);
- D. Alexandre Domingos de Sousa Coutinho Teixeira de Andrade Barbosa (1824-1866).

Faleceu aos 67 anos de idade no palácio da Calçada de Arroios, N.º 50, da freguesia de São Jorge de Arroios, em Lisboa, a 30 de junho de 1857, residência oficial dos Condes de Linhares. Foi sepultado no dia seguinte no mausoléu dos Duques de Palmela, no Cemitério dos Prazeres.

## Condecorações
- Comendador da Ordem Militar de Cristo;
- Comendador da Ordem Militar da Torre e Espada;
- Estrela de Ouro de Montevideu (Uruguai);
- Comendador da Ordem dos Santos Maurício e Lázaro (Reino da Sardenha, Itália).

## Diversos
- Combateu na campanha do rio da Prata, motivo pelo qual foi agraciado com a Estrela de Ouro de Montevideu;
- Foi gentil-homem da Câmara de D. Maria II.